# Frida Görtz
Frida Görtz, född den 16 september 1994, är en svensk innebandysspelare som spelar för Endre IF och svenska damlandslaget.
Frida Görtz har med det svenska landslaget bland annat tagit ett silver i World Games år 2025.